# Baralipton maculosum
Baralipton maculosum är en skalbaggsart som beskrevs av Thomson 1857. Baralipton maculosum ingår i släktet Baralipton och familjen långhorningar.
Artens utbredningsområde är:
- Laos.
- Burma.
- Nepal.

Inga underarter finns listade.